# Drzewa (film)
Drzewa – polski horror z 1995 roku w reżyserii Grzegorza Królikiewicza i z jego scenariuszem. Otrzymał on za tę produkcję Nagrodę Specjalną na Ogólnopolskim Festiwalu Filmów Ekologicznych „Ekofilm” w 1996 roku.

## Fabuła
Ewa ma czterdzieści lat, jest w ciąży, pracuje jako biolog-naukowiec. Przeprowadza drastyczne eksperymenty na roślinach, które odczuwają poprzez nie ból i strach. Jej mąż jest niespełnionym ambicjonalnie nauczycielem.
W okolicy giną ludzie przygniatani przez drzewa. Społeczeństwo uznaje, że to nie były wypadki, lecz że drzewa zabijają ludzi. Władze miasta postanawiają je powycinać.

## Obsada
- Ewa Kasprzyk jako Ewa
- Paweł Wawrzecki jako Paweł
- Maria Klejdysz jako Babcia
- Piotr Korczarowski jako Piotruś
- Leon Niemczyk jako Profesor
- Franciszek Trzeciak jako Hydraulik
- Maciej Kozłowski
- Lidia Bogaczówna
- January Brunov
- Monika Bolly
- Przemysław Dąbrowski jako drwal
- Jan Heba